# Marius Pontmercy
Marius Pontmercy é um personagem fictício, um dos protagonistas do romance de Victor Hugo, Os Miseráveis, de 1862. Ele é um jovem estudante e pretendente de Cosette. Acreditando que perdeu Cosette e determinado a morrer, ele se junta à associação revolucionária Os Amigos do ABC, à qual se associa, mas não faz parte, pois participa da Rebelião de Junho de 1832. Enfrentando a morte na luta, sua vida é salva por Jean Valjean, e ele se casa com Cosette, uma jovem que Valjean criou como sua.

## No romance

### Marius e seu pai
Quando Marius aparece pela primeira vez, ele está morando com seu avô rico e monarquista, Monsieur Gillenormand. Durante toda a sua vida, ele foi informado de que seu pai (Georges Pontmercy, um coronel sob o comando de Napoleão) o abandonou com Gillenormand. Pouco depois de completar dezessete anos, Marius é enviado para ver seu pai, que está doente. Ele chega logo após a morte de seu pai. Seu pai deixou um bilhete para Marius, instruindo-o a ajudar Thénardier de qualquer maneira possível, já que o Coronel acredita que Thénardier salvou sua vida na Batalha de Waterloo.
Enquanto Marius está visitando a igreja, Mabeuf, o diretor da igreja, diz a ele que seu pai ia à missa regularmente, escondido atrás de um pilar para não violar um acordo com Gillenormand que faria com que seu filho fosse deserdado. Marius começa a procurar seu pai nas histórias militares oficiais e depois de saber que seu pai era um veterano altamente condecorado do exército de Napoleão, que havia sido feito barão e coronel por Napoleão (embora nem o baronato nem o posto de coronel sejam reconhecidos pelo regime atual). Como consequência, Marius desenvolve uma espécie de idolatria de seu pai. Após uma discussão com o avô, Marius se muda e recusa ajuda financeira da família. Seu avô instrui a tia de Marius a enviar dinheiro a Marius todos os meses, mas Marius sempre o devolve.

### Os Amigos do ABC
Marius conhece Courfeyrac, um colega, que o apresenta a uma sociedade chamada Os Amigos do ABC, um grupo político comprometido com a revolução republicana. Quase imediatamente, as crenças bonapartistas de Marius entram em conflito com as visões republicanas dos membros do grupo. Marius, no entanto, permanece em boas relações com eles - especialmente Courfeyrac, com quem vive por um tempo. Em poucos dias", escreve Hugo, "Marius tinha travado relações de estreita amizade com o mancebo... Na companhia de Courfeyrac, Marius respirava livremente, o que para ele era uma coisa bastante nova." Marius desce ainda mais na pobreza e, apesar de todas as suas dificuldades, consegue completar seus estudos e se tornar um advogado reconhecido. Seguindo o conselho de Courfeyrac, ele aprende alemão e inglês para trabalhar para uma editora que traduz manuscritos para o francês.

### Jean Valjean e Cosette
Marius passeia regularmente no Jardim de Luxemburgo, onde frequentemente vê Cosette e Jean Valjean. Ele se apaixona por Cosette. Eventualmente, Marius segue Valjean e Cosette para casa, onde ele pergunta ao porteiro sobre Cosette. Valjean fica sabendo disso e, temendo que Marius seja um espião que trabalha para o inspetor de polícia Javert, se muda naquela semana.

### Éponine

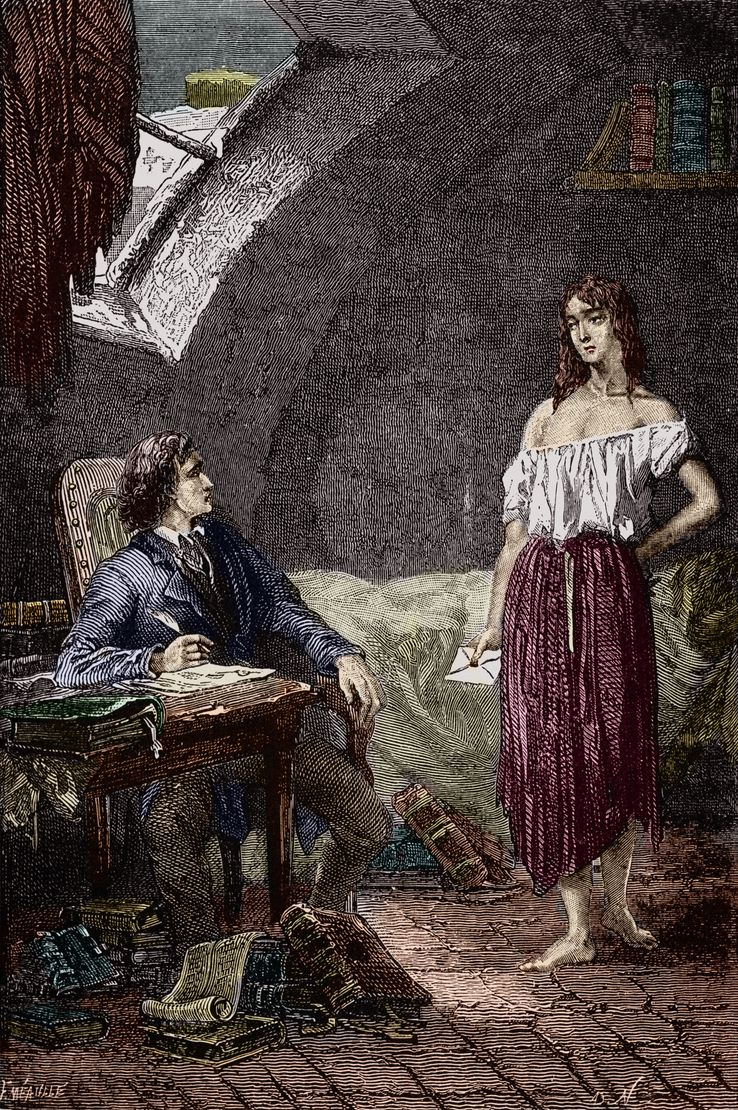
Marius é visitado por Éponine.

Sem ver Cosette há meses e sem saber para onde ela poderia ter ido, Marius fica atormentado tentando localizá-la. Num dia de início de fevereiro, ele encontra Éponine e Azelma Thénardier, fugindo da polícia. Ele recupera um envelope que as meninas deixaram cair. De volta ao seu apartamento, ele examina as quatro cartas que possui e percebe que são pedidos de ajuda fraudulentos, todos com a mesma caligrafia com os mesmos erros ortográficos, mas contendo histórias e assinaturas diferentes.
No dia seguinte, Éponine visita Marius, entrega-lhe uma carta e implora por dinheiro. Ao lê-lo, ele reconhece que é mais um da série que leu na noite passada. Éponine prova a Marius que é alfabetizada e diz a Marius que ele é bonito. Marius lhe devolve o pacote de cartas, e ela as pega alegremente. Sentindo simpatia por ela, Marius lhe dá seus últimos cinco francos.

### O Ataque no Casebre Gorbeau
Marius começa a se interessar pela família dela, os Jondrettes (que são seus vizinhos). Espiando por uma fresta na parede, Marius vê Jean Valjean e Cosette conversando com Jondrette sobre voltar para dar dinheiro à família. Marius pede a Éponine que encontre o endereço de Valjean e Cosette. Ele diz a ela que se ela fizer isso, ele lhe dará o que ela quiser. Depois que ela sai, Marius ouve Jondrette falando sobre roubar e matar Valjean. Angustiado, Marius visita Javert, que lhe dá duas pistolas e o instrui a dispará-las durante o assalto.
Quando Valjean retorna ao casebre, Jondrette e os Patron-Minette atacam e prendem Valjean. Jondrette revela que seu nome na verdade é Thénardier, fato que choca Marius. Ele não quer que Valjean morra, mas não quer trair o homem que "salvou" seu pai em Waterloo. Marius sub-repticiamente alerta Thénardier, e os Patron-Minette joga uma escada de corda pela janela e estão prestes a fugir quando Javert intervém e prende todos eles, exceto Valjean, que escapa pela janela. Marius então se muda do casebre Gorbeau.

### Marius e Cosette
Marius procura Cosette depois de se apaixonar por sua beleza. Ele assume que o nome dela era "Úrsula" depois que ele encontra um lenço que ela deixou cair. Ele finalmente descobre onde era a casa deles e a visita com frequência, mas não fala com ninguém, exceto o guarda do lado de fora. Então, um dia, Cosette e Valjean foram embora, e ele pergunta ao guarda, que não tem ideia de para onde eles se mudaram. Marius costumava vê-los todos os dias, mas agora que eles se foram, ele cai em depressão. Após sua libertação da prisão, Éponine procura Marius. Ela diz a ele que encontrou o endereço de Cosette e o leva até a casa. Marius, depois de alguns dias de espera, decide escrever uma carta de amor de 15 páginas para Cosette, que ela encontra escondida debaixo de uma pedra. Cosette imediatamente se apaixona e Marius se revela como uma figura sombria atrás dela. Seu amor compartilhado floresce por cerca de seis semanas, mas Valjean quebra essa felicidade quando ele anuncia a Cosette que eles partirão para a Inglaterra em uma semana. Cosette conta a Marius sobre a mudança, causando muito sofrimento para a dupla. Marius vai a Gillenormand para tentar se reconciliar e obter permissão para se casar com Cosette. No entanto, depois que Gillenormand sugere que Marius faça de Cosette sua amante, Marius sai da casa, insultado. Marius volta para a casa de Cosette, mas descobre que a casa não está mais ocupada. Avisado por uma voz (Éponine) que seus amigos o esperam na rue de la Chanvrerie, ele vai para a barricada que os Amigos do ABC montaram, determinado a morrer com eles. A essa altura, Marius não via sentido em viver, pois Cosette iria se mudar.

### A barricada

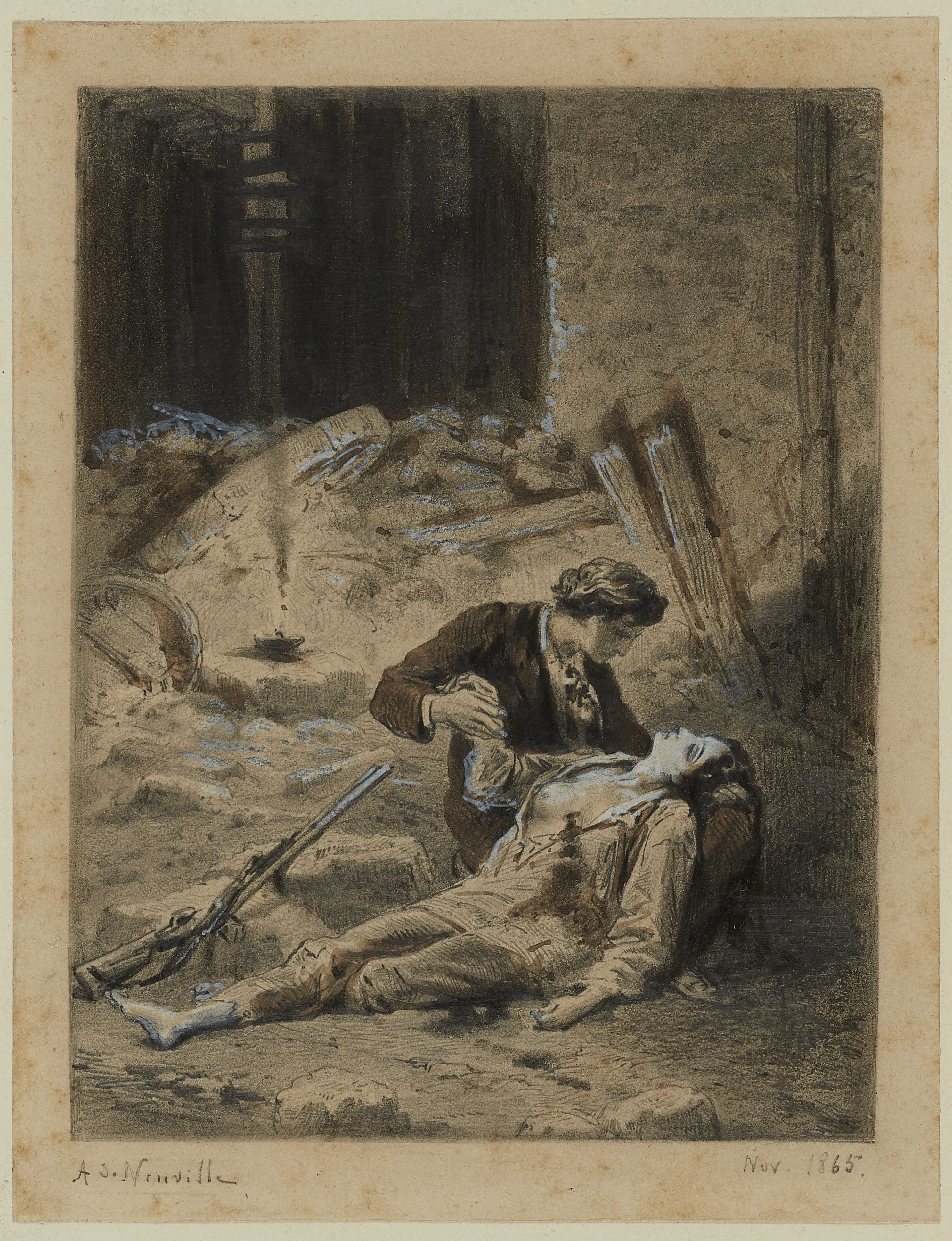
Marius com Éponine morrendo nas barricadas.

Éponine, disfarçada de menino, se coloca diante de um mosquete para salvar a vida de Marius. Marius os afasta segurando uma tocha em um barril de pólvora e ameaça explodir a barricada. Depois, ele encontra Éponine deitada no chão, morta a tiros. Ela confessa a Marius que foi ela quem lhe disse para ir para as barricadas e salvou sua vida porque queria morrer antes dele. Ela também diz a ele que tem uma carta para ele. Ela pede a Marius que prometa beijá-la na testa depois que ela morrer, o que ele concorda. Com seu último suspiro, Éponine confessa seu amor por ele e morre. A carta que ela escondeu é de Cosette e revela seu paradeiro e quando partirá para a Inglaterra. Marius escreve uma carta de volta para Cosette, dizendo que desde que ela partiu novamente sem endereço de encaminhamento, ele cumpriria sua promessa e morreria por ela. Ele entrega a carta a Gavroche, para entregar; no entanto, Gavroche entrega a carta a Valjean. Valjean vai até a barricada para encontrar Marius, disfarçado de voluntário. Quando Valjean é encarregado de executar Javert, Marius assume que ele fez isso e é um assassino.

### Resgate
Quando a barricada cai, Marius tem vários ferimentos na cabeça e é baleado na clavícula. Jean Valjean o resgata e eles escapam pelo esgoto. Quando eles chegam ao portão do esgoto, Valjean econtra Thénardier, que acredita que Valjean matou Marius, e se oferece para destrancar o portão se Valjean lhe der o dinheiro no cadáver de Marius. Thénardier corta secretamente um pedaço da jaqueta de Marius que tinha o brasão de sua família. Jean Valjean abre o portão e encontra Javert, que estava esperando para prender Thénardier. Valjean convence Javert a ajudá-lo a levar Marius para casa de seu avô.

### O casamento e o desfecho
Após seis meses de febre, Marius recupera a consciência plena. Gillenormand dá permissão a Marius para se casar com Cosette e os dois se reconciliam. Marius e Cosette se casam em 16 de fevereiro de 1833, e o dia do casamento é feliz.
Após o casamento, Valjean visita Marius e revela seu passado. Marius, horrorizado, concorda com Valjean que seria melhor se Valjean nunca mais visse Cosette. Valjean deseja não se separar permanentemente de Cosette, então Marius lhe concede uma visita por noite. Marius pensa em Valjean como um criminoso e lentamente empurra Valjean para fora da vida de Cosette. Enquanto Marius procura em silêncio a verdadeira origem do dinheiro de Cosette, Valjean perde a vontade de viver. Algumas semanas depois, um Thénardier disfarçado chega à residência de Marius para visitar o Barão Gillenormand, tentando chantagear Valjean. Marius vê através do disfarce e pergunta o que Thénardier quer. Thénardier revela inadvertidamente a Marius que Valjean ganhou todo o seu dinheiro honestamente e que Javert cometeu suicídio - Valjean não matou Javert. Thénardier tenta convencer Marius de que Valjean é um assassino, mostrando a Marius a peça cortada do casaco da "vítima" de Valjean como prova. Puxando o velho casaco ensanguentado que ele estava guardando em um cofre, Marius combina com precisão o pedaço de pano com o casaco que ele usava nas barricadas e anuncia que ele é o homem que Valjean supostamente assassinou. Ele então dá a Thénardier uma grande soma de dinheiro, retribuindo a morte de seu pai, e ordena que ele deixe a França e vá para a América. Percebendo que Valjean é um homem honesto que salvou a vida de Marius, Marius e Cosette correm para se reconciliar com Valjean. Eles chegam a Valjean e pedem desculpas; Valjean os perdoa. Tendo estado muito doente, ele queria ter visto Cosette no dia de seu casamento antes de morrer minutos depois.

## No Musical
Marius é um personagem principal no musical baseado no romance de mesmo nome.

### Diferenças no musical
O papel de Marius no musical é notavelmente diferente.
- O musical omite a subtrama envolvendo Thénardier e o pai de Marius.
- Éponine e Marius, no musical, parecem ser melhores amigos, e ele está genuinamente com o coração partido  com a dor pela morte dela. No romance, Marius presta pouca atenção a Éponine antes de sua morte.
- O avô de Marius, M. Gillenormand, foi apresentado na produção original francesa e foi posteriormente omitido do musical, assim como o início da vida de Marius.
- No romance, Marius não está particularmente envolvido com Os Amigos do ABC antes de sua aparição na barricada. No musical, Marius parece ser um membro comprometido da sociedade.
- No romance, o amigo mais próximo de Marius entre os alunos é Courfeyrac. No musical, ele parece ser mais próximo de Enjolras, embora participe de interações amigáveis com os outros.
- As opiniões políticas de Marius têm um papel maior no romance, onde ele é bonapartista, o que é um ponto de conflito entre ele e Os Amigos do ABC.
- O romance de Marius com Cosette progride mais rapidamente, e parece que ele vê Cosette pela primeira vez, a conhece e se prepara para sair para a barricada no espaço de um dia. No romance, seus sentimentos por Cosette se desenvolvem mais gradualmente, e ele fica separado dela por cerca de seis meses antes de encontrá-la novamente.
- O alojamento de Marius no Casebre Gorbeau não é mencionado no musical, e a cena em que ele espia os Jondrettes é omitida.
- No musical, quando Valjean conta a Marius sobre seu passado como condenado e que ele deve sair, para não envergonhá-los em seu casamento. Marius fica chocado com sua revelação, mas, sabendo que Valjean fez tanto por Cosette, e que a esmagaria se ele partisse de repente, tenta persuadir Valjean a ficar. Eventualmente, ele relutantemente aceita a decisão de Valjean e concorda com o pedido de Valjean de que ele nunca conte a Cosette. No romance, Marius é bastante astuto e cruel, dizendo que Valjean só envergonharia Cosette e ele mesmo e diz a ele para ir, concedendo-lhe um pouco de tempo com Cosette todas as noites.
- No musical, Marius e Cosette visitam Jean Valjean logo após o casamento.

## Adaptações
Desde a publicação original de Os Miseráveis em 1862, o personagem de Marius apareceu em um grande número de adaptações do romance, incluindo livros, filmes, musicais, peças de teatro e jogos.

## Nome e pronúncia
Marius é mais conhecido como o nome de um general romano, Gaius Marius. O nome deriva de Marte, o deus romano da guerra. A pronúncia francesa de Marius Pontmercy é [maʁjys pɔ̃mɛʁsi].

## References
1. 1 2  Livro Os miseráveis, de Victor Hugo
2. ↑  Marius (Personagem) no Internet Movie Database